# Пещера Окладникова
Пещера Окла́дникова (Пещера им. А. П. Окладникова, Сибирячихинская) — археологический памятник в России, в горах Алтая южной Сибири. Названа в честь советского археолога Алексея Павловича Окладникова. Останки, найденные в пещере, стали доказательством того, что неандертальцы проживали и в Сибири, на 2 тыс. км восточнее, чем считалось ранее.

## Местоположение

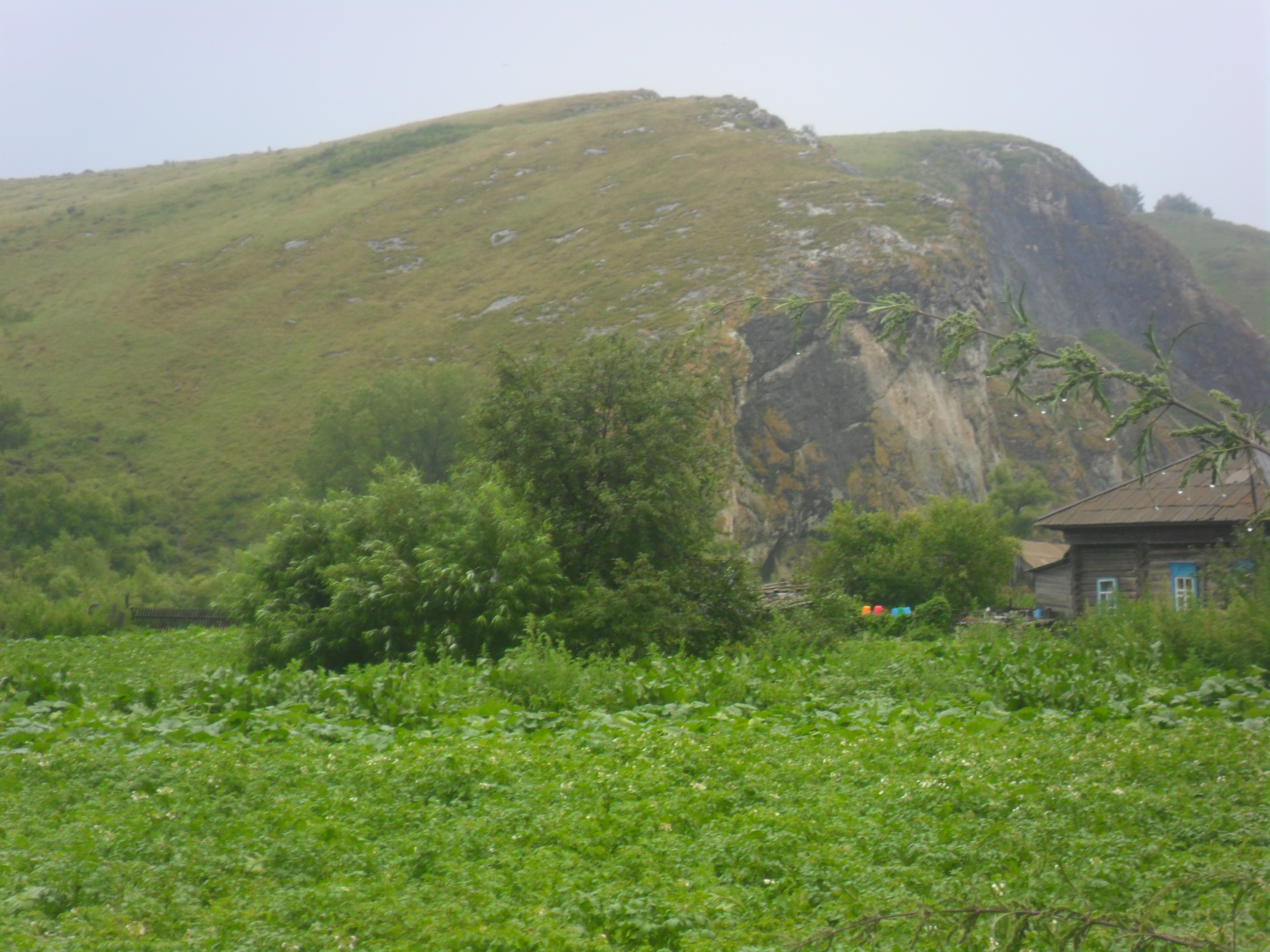
Вид на группу пещер (Большуха, Белуха и т. д.) из Сибирячихи

Пещера расположена на юго-западной окраине села Сибирячиха Солонешенского района Алтайского края, на левом берегу реки Сибирка (приток Ануя).
Вход в пещеру расположен с южной стороны и находится на 14 м выше современного уровня реки. Пещера состоит из комплекса взаимосвязанных полостей, нависающих скал, пещер и пяти галерей.
На фотографии представлена пещера Большая.

## Результаты исследований
Из 7 выделенных в пещере литологических слоёв, 5 содержали каменные изделия среднепалеолитического облика, датированные радиоуглеродным методом в хронологическом диапазоне от 33,5 до 44,8 тыс. лет. В составе коллекции каменных изделий преобладают скрёбла различных типов. В плейстоценовых отложениях обнаружены останки ископаемых гоминидов.
С тех пор, как в 1938 году в горах Узбекистана, в пещере Тешик-Таш, был обнаружен скелет восьми-десятилетнего ребёнка неандертальца, эта пещера считалась самым восточным местом с найденными неандертальскими костями. В 2007 году Сванте Паабо с группой исследователей из Института эволюционной антропологии имени Макса Планка в Лейпциге изучили ДНК из левой бедренной кости неандертальца из пещеры Тешик-Таш, двух костей подростка, жившего 30—38 тысяч лет назад, и взрослого, жившего около 24 тысяч лет назад, из пещеры Окладникова. В кости взрослого человека из пещеры Окладникова неандертальская ДНК не была обнаружена, а данные остальных образцов сравнили с ранее расшифрованными геномами 13 европейских неандертальцев. Было обнаружено сходство митохондриальной ДНК сибирских и европейских неандертальцев. Таким образом, пещера Окладникова стала самым восточным из известных мест обитания неандертальцев. Окладниковский неандерталец Okladnikov 2 оказался ближе к европейским неандертальцам, чем неандерталец Mezmaiskaya 1 из Мезмайской пещеры. Ближе всех к образцу Okladnikov 2 по митохондриальной ДНК оказались образцы Les Cottés Z4-1514 из Франции, Chagyrskaya 8 из Чагырской пещеры и денисовско-неандертальский гибрид Denisova 11 из Денисовой пещеры. Исследование неандертальских геномов мужчины и женщины из пещеры Окладникова, а также семи мужчин и пяти женщин из Чагырской пещеры показало, что эти поздние неандертальцы, жившие между 49 000 и 59 000 л. н., принадлежали к популяции, состоящей всего из сотен мужчин. В отличие от Y-хромосомы и ядерной ДНК, мтДНК как у мужчин, так и у женщин была относительно разнообразной, а значит предки-женщины вносят больший вклад в эту неандертальскую популяцию, чем мужчины. Это может быть объяснено эффектом основателя, в котором первоначальная группа включала меньше фертильных мужчин, чем женщин.
Для образцов из пещеры Окладникова были получены радиоуглеродные даты 24 260 ± 180 л. н., 29 990 ± 500 л. н., 34 860 ± 360 л. н. и 37 800 ± 450 л. н. Значительные расхождения в результатах указывают на методические проблемы подготовки проб, к тому же не были проведены исследования, оценивающие влияние карбонатов пещерных вод.
17 фрагментарных останков из пещеры Окладникова можно отнести к двум детям, одному подростку и одному взрослому. Сравнительный анализ с использованием данных по 102 индивидам эпох каменного века показал, что молочный второй правый моляр из пещеры Окладникова близок к неандертальцу Шатонёф 2 (Комплекс Шатонёф-сюр-Шарант, Франция) и ближневосточному Homo Схул 10 из пещеры Схул. Ребёнок из пещеры Окладникова близок к некоторым европейским неандертальцам, ближневосточным неандертальцам Кафзех 4 из пещеры Кафзех и Шанидар 7 из пещеры Шанидар, крупным верхнепалеолитическим формам, например — к Павлов 8 (Чехия) и Мальта 2 (стоянка Мальта́). По индексу массивности ребёнок из пещеры Окладникова схож с крупными формами верхнего палеолита Павлов 7 и 8. По индексу коронки находка из пещеры Окладникова наиболее близка к неандертальцу из Комб-Греналь на юго-западе Франции.
Проведя комбинированный анализ стабильных изотопов углерода и азота в костном коллагене неандертальцев из пещеры Окладникова и из Чагырской пещеры и сравнив с такими же значениями у европейских неандертальцев, учёные сделали вывод о близком рационе питания — главным компонентом рациона было мясо лошадей и бизонов, рыба в меню отсутствовала.